# Гвианский креольский язык
Гвианский креольский язык — контактный язык на основе французского, распространённый во Французской Гвиане, а также (в меньшей степени) в Гайане и Суринаме.
Гвианский креольский, в отличие от антильского креольского, испытывает влияние португальского (из-за близости Бразилии и исторического присутствия португальцев на этой территории). Имеются также слова, происходящие из африканских и индейских языков.
Для письма обычно используется французский алфавит, однако с некоторыми отличиями: буквы «q» и «x» заменены на «k» и «z» соответственно. Буква «c» в случаях, когда читается как /k/ меняется на букву «k»; в тех случаях, когда читается как /s/, меняется на «s». Таким образом, буква «c» используется только в диграфе ch.
Также отсутствуют некоторые звуки, характерные для стандартного французского. На месте стандартного французского /ʒ/ произносится /z/; на месте дифтонга /wɑ/ произносится /ɔ/; на месте /y/ произносится /iː/ и пишется «i». В гвианском креольском нет назализации гласных, не произносится /r/ в конце слова и перед другими согласными. Таким образом, стандартное французское приветствие bonjour, которое по-французски транскрибируется как /bɔ̃ʒu:ʁ/, произносится в гвианском креольском как /bonzu/.